# Ammonia Avenue
Albums de The Alan Parsons Project
The Best of The Alan Parsons Project
(1983) Vulture Culture
(1985)
Ammonia Avenue est le septième album studio du groupe rock progressif britannique The Alan Parsons Project. Il est sorti en 1984. "Don't Answer Me", influencé par Phil Spector, était le premier single de l'album et a atteint le Top 15 des charts américains Billboard Hot 100 et Mainstream Rock Tracks, ainsi que la quatrième position du classement Adult Contemporary. Le single atteint également le Top 20 dans plusieurs pays et représente le dernier grand succès du Alan Parsons Project. "Prime Time" était une sortie de suivi qui s'est bien comportée dans le Top 40, atteignant la 34e place. "You Don't Believe" fut le premier single en novembre 1983, atteignant la 54e place du Billboard Hot 100 et "Since the Last Goodbye" fut un succès mineur.
Ammonia Avenue est l'un des albums les plus vendus du groupe, titulaire d'une certification or RIAA et atteignant le Top 10 dans un certain nombre de pays.

## Contexte
Le titre de l'album a été inspiré par la visite d'Eric Woolfson à Imperial Chemical Industries (ICI) à Billingham, en Angleterre, où la première chose qu'il a vue était une rue avec des kilomètres de tuyaux, sans personne, sans arbres et un panneau indiquant « Ammonia Avenue ». ', dont la photo a été utilisée pour la couverture. L'album se concentre sur l'incompréhension possible des développements scientifiques industriels, d'un point de vue public, et sur le manque de compréhension du public d'un point de vue scientifique. Cet album était le deuxième des trois enregistrés sur un équipement analogique et mixé directement sur la bande master numérique.
"You Don't Believe" était déjà sorti à la fois en single et en nouvelle chanson sur la compilation The Best of the Alan Parsons Project de 1983.

## Promotion
Les vidéoclips de "Don't Answer Me" et "Prime Time" ont été produits en 1984, le premier avec l'art et l'animation de MW Kaluta. Cette dernière vidéo est inspirée de l'histoire de John Collier "Evening Primrose" et met en scène deux mannequins, une femme et un homme, prenant vie et tombant amoureux l'un de l'autre. À peu près au milieu de la vidéo, un panneau de signalisation indiquant « Ammonia Ave ». apparaît - une référence au titre de l'album.

## Réédition
Ammonia Avenue a été remasterisé et réédité en 2008 avec des titres bonus, et en 2020 également, au format audio Blu-Ray, comprenant un remaster haute définition en son stéréo et multicanal, et les deux vidéos promotionnelles de l'album en bonus.

## Titres
1. Prime Time – 5:03
2. Let Me Go Home – 3:20
3. One Good Reason – 3:36
4. Since the Last Goodbye – 4:34
5. Don't Answer Me – 4:11
6. Dancing on a Highwire – 4:22
7. You Don't Believe – 4:26
8. Pipeline – 3:56
9. Ammonia Avenue – 6:30

## Titres bonus Édition 2008
1. "Don't Answer Me" (Early Rough Mix)
2. "You Don't Believe" (Demo)
3. "Since the Last Goodbye" (Chris Rainbow Vocal Overdubs)
4. "Since the Last Goodbye" (Eric Guide Vocal – Rough Mix)
5. "You Don't Believe" (Instrumental Tribute to The Shadows)
6. "Dancing on a Highwire/Spotlight" (Work in Progress)
7. "Ammonia Avenue Part 1" (Eric Demo Vocal – Rough Mix)
8. "Ammonia Avenue" (Orchestral Overdub)

## Musiciens
- Alan Parsons : programmation du Fairlight
- Eric Woolfson : claviers, chant
- Ian Bairnson : guitares acoustique et électrique
- David Paton : basse
- Mel Collins : saxophone
- Andrew Powell : arrangements des cordes et direction de l'orchestre
- Christopher Warren-Green : Le chef de l'Orchestre Philharmonia
- The Philharmonia Orchestra : cordes et cuivres
- Stuart Elliott : batterie, percussions
- Colin Blunstone : chant
- Chris Rainbow : chant
- Lenny Zakatek : chant
- Storm Thorgerson – conception de la couverture de l'album

## Sources
- (en) Cet article est partiellement ou en totalité issu de l’article de Wikipédia en anglais intitulé « Ammonia Avenue » (voir la liste des auteurs).